# Grafscher Hybridfrosch
Der Grafsche Hybridfrosch (Pelophylax kl. grafi), auch Grafs Hybridfrosch, ist eine hybridogenetische Hybride aus dem Formenkomplex der Wasserfrösche. Ursprünglich entstand sie durch Kreuzungen der Elternarten Seefrosch (Pelophylax ridibundus) und Iberischer Wasserfrosch (Pelophylax perezi). Die Form ist nach ihrem Entdecker J.-D. Graf benannt.

## Merkmale
Der Grafsche Hybridfrosch erreicht eine Kopf-Rumpf-Länge von 65 bis 80 (selten bis 120) Millimeter. Das äußere Erscheinungsbild ähnelt stark dem Iberischen Wasserfrosch, die Paarungsrufe der Männchen klingen jedoch fast wie die des Seefrosches. Eine eindeutige Bestimmung ist nur durch molekularbiologische Untersuchungen möglich.

## Vorkommen und Lebensweise
Das Verbreitungsgebiet des Grafschen Hybridfrosches umfasst Südfrankreich und Nordostspanien. In Frankreich ist er vor allem an der Küste von Mittelmeer und Atlantik zu finden, in Spanien kommt er nach Süden bis zum Ebro vor. Er besiedelt ungefähr die gleichen Lebensräume wie der Iberische Wasserfrosch.
Bei Beobachtungen in einer Freilandanlage in Polen gaben Weibchen von Ende März bis Mitte Juli 6 bis 10 Laichballen ins Wasser ab, die aus je 150 bis 300 Eiern bestanden.

## Belege
- Dieter Glandt: Taschenlexikon der Amphibien und Reptilien Europas. Quelle & Meyer Verlag, Wiebelsheim 2010, ISBN 978-3-494-01470-8, S. 148–149.

## Weblink
- Pelophylax grafi in der Roten Liste gefährdeter Arten der IUCN 2013.1. Eingestellt von: Miguel Tejedo, Iñigo Martínez-Solano, Alfredo Salvador, Mario García-París, Ernesto Recuero Gil, Pierre-André Crochet, 2008. Abgerufen am 19. November 2013.